# Miniankes
Els miniankes són un poble que habita al sud-est de Mali i una part de Burkina Faso i de la Costa d'Ivori. Son principalment agricultors. El seu centre principal és Koutiala encara que habiten en altres llocs.
Estan emparentats als senufos de Costa d'Ivori. Parlen la llengua minianka o mamara els parlants de la qual s'estimen el dia d'avui en prop d'un milió de persones.